# Гон
Гон (фр. Gonds) насеље је и општина у западној Француској у региону Поату-Шарант, у департману Приморски Шарант која припада префектури Сент.
По подацима из 2011. године у општини је живело 1544 становника, а густина насељености је износила 119,14 становника/km². Општина се простире на површини од 12,96 km². Налази се на средњој надморској висини од 12 метара (максималној 20 m, а минималној 2 m).

## Демографија
| 1962. | 1968. | 1975. | 1982. | 1990. | 1999. | 2011. |
| ----- | ----- | ----- | ----- | ----- | ----- | ----- |
| 807   | 846   | 869   | 1.028 | 1.129 | 1.241 | 1.544 |

График промене броја становника у току последњих година